# 那不勒斯和西西里的瑪麗亞·阿瑪莉亞
玛丽亚·艾玛莉亚·特蕾莎（英語：Maria Amalia Teresa，1782年4月26日—1866年3月24日）是法兰西王国王后和那不勒斯王國公主。她的丈夫是法国七月王朝国王路易-菲利普一世。
玛丽亚·艾玛莉亚的父母是那不勒斯和西西里国王费迪南多一世和奧地利的瑪麗亞·卡羅琳娜。她的姐姐瑪麗亞·特蕾莎是神圣罗马帝国皇后。
年幼的她曾經和法国王太子和表哥路易-約瑟夫订婚，但七岁的路易-約瑟夫在1789年病逝。1793年，她的阿姨玛丽·安托瓦内特一家在法国大革命期间被害。
1809年，玛丽亚·艾玛莉亚和法国奧爾良王朝的路易-菲利普结婚。这段婚姻引起不少的争论，因为路易-菲利普的父亲路易-菲利普二世在革命期间支持處決表亲路易十六和其妻玛丽·安托瓦内特。玛丽亚·卡洛琳娜，玛丽亚·艾玛莉亚的母亲兼玛丽·安托瓦内特的姐姐，起初也因為相同原因而不太喜欢这婚姻。
1848年，法国爆发革命并推翻了路易-菲利普。她一家自此流亡到英格兰并得到维多利亚女王的款待。